# Miszel (raper)
Miszel, właściwie Michał Łusiak (ur. 10 stycznia 1997 w Katowicach) – polski raper.   

## Życiorys
Wychowywał się na Ligocie, katowickim osiedlu. W późniejszym czasie wyjechał do angielskiego Leicester. Następnie powrócił do Polski i ponownie zamieszkał w Katowicach.  

## Kariera muzyczna
W 2019 roku zadebiutował singlem pt. „Bloki”.
W 2020 roku wydał kilka singli niealbumowych takich jak: „Ego”, „Aperitif” czy „Wow”. 31 października 2020 roku wystąpił gościnnie u Kartky’ego w singlu pt. „Straty”.
26 marca 2021 roku ukazał się jego debiutancki album W stronę światła.
11 czerwca 2021 roku wypuścił singel pt. „Platini”. 18 czerwca 2021 wypuścił swój pierwszy minialbum pt. Eurotrap.  W listopadzie tego samego roku we współpracy z Nicole Tymcio wypuścił singel pt. „Raindrops”. 6 grudnia tego samego roku wypuścił singel „Ghetto”.
1 kwietnia 2022 roku wraz z raperem Kabe wypuścił singiel pt. „Dres”, który uzyskał certyfikat trzykrotnie platynowej płyty.
29 kwietnia 2022 roku wypuścił swój drugi album studyjny pt. No Face. 6 maja 2022 roku wypuścił swój trzeci album studyjny pt. No Case.
13 września 2022 roku wraz z Kabe wypuścił singel „Sheraton”. Singel uzyskał status platynowej płyty. W listopadzie wypuścił ponownie we współpracy z Kabe dwa single pt. „Bon Appétit” (złota płyta) oraz „Rarara”.
25 listopada 2022 roku QueQuality wydało płytę QMPLE, w nagraniu której wziął udział Miszel i inni raperzy z wytwórni. Album osiągnął status platynowej płyty.
16 grudnia 2022 roku wystąpił gościnnie u rapera Pako w singlu pt. „Danse Macabre”. Na utworze znaleźli się również m.in: Asster, Aleshen, White Widow, Frosti i Buffel.
30 grudnia 2022 roku wydał, we współpracy z Kabe, album Złote przeboje. Na albumie znalazły się takie utwory jak ,,Pronto, ,,Bon Appétit", ,,Rarara" czy ,,Bajlando".
20 marca 2023 wystąpił gościnnie u polskiego rapera Alberto w singlu pt. „Kopy na głowę”. 25 maja tego samego roku wystąpił gościnie u rapera Benito w utworze pt. „Pół na pół”. 26 maja 2023 roku wystąpił gościnnie wraz z Paluchem u polskiego rapera Plusa w singlu pt. „Hokus pokus”.
8 września 2023 roku wypuścił singel „Go Stupid”.

## Dyskografia

### Albumy studyjne
| Rok  | Album | Certyfikat              | Sprzedaż       |
| ---- | --- | ----------------------- | -------------- |
| 2021 | W stronę światła - Data: 26 marca 2021 - Wydawca: QueQuality - Format: CD, digital download, streaming             |                         |                |
| 2022 | No Face - Data: 29 kwietnia 2022 - Wydawca: QueQuality - Format: CD, digital download, streaming                   | - ZPAV: platynowa płyta | - POL: 30 000+ |
| 2022 | No Case - Data: 6 maja 2022 - Wydawca: QueQuality - Format: CD, digital download, streaming                        |                         |                |
| 2022 | Złote przeboje (oraz Kabe) - Data: 30 grudnia 2022 - Wydawca: QueQuality - Format: CD, digital download, streaming | - ZPAV: platynowa płyta | - POL: 30 000+ |

### Minialbumy
| Rok  | Album                                                                          |
| ---- | ------------------------------------------------------------------------------ |
| 2021 | Eurotrap - Data: 18 czerwca 2021 - Wydawca: QueQuality - Format: CD, streaming |
| 2021 | Summer Cotton - Data: 3 grudnia 2021 - Wydawca: QueQuality - Format: CD        |

### Single
| Rok  | Tytuł                                    | Certyfikat                 | Album              |
| ---- | ---------------------------------------- | -------------------------- | ------------------ |
| 2019 | „Bloki”                                  |                            | singel niealbumowy |
| 2020 | „Ego”                                    |                            | singel niealbumowy |
| 2020 | „Aperitif”                               |                            | singel niealbumowy |
| 2020 | „Ligota”                                 |                            | W stronę światła   |
| 2020 | „Progres”                                |                            | W stronę światła   |
| 2020 | „Requeim”                                |                            | W stronę światła   |
| 2021 | „Gry” (gośc. Duke 102, Major SPZ)        |                            | W stronę światła   |
| 2021 | „Puzzle”                                 |                            | W stronę światła   |
| 2021 | „6 kobiet”                               |                            | W stronę światła   |
| 2021 | „God save the queen”                     |                            | W stronę światła   |
| 2021 | „Chandre Oram”                           |                            | W stronę światła   |
| 2021 | „Platini”                                |                            | Eurotrap EP        |
| 2021 | „Raindrops” (gośc. Nicole Tymcio)        |                            | Summer Cotton      |
| 2021 | „Ghetto”                                 |                            | singel niealbumowy |
| 2022 | „Wiesz jak jest”                         |                            | No Face            |
| 2022 | „Dres” (gośc. Kabe)                      | - ZPAV: 3x platynowa płyta | No Face            |
| 2022 | „Zerwany łańcuch”                        |                            | No Face            |
| 2022 | „Mortal Kombat”                          |                            | No Face            |
| 2022 | „Pierwszy dzień zimy”                    |                            | No Case            |
| 2022 | „Traptosteron” (gośc. Michał Wiśniewski) |                            | No Case            |
| 2022 | „Sheraton” (oraz Kabe)                   | - ZPAV: 2x platynowa płyta | Złote przeboje     |
| 2022 | „Bon Appétit” (oraz Kabe)                | - ZPAV: platynowa płyta    | Złote przeboje     |
| 2022 | „Rarara” (oraz Kabe)                     | - ZPAV: 2x platynowa płyta | Złote przeboje     |
| 2022 | „Pronto” (oraz Kabe)                     | - ZPAV: platynowa płyta    | Złote przeboje     |
| 2022 | „Bajlando” (oraz Kabe)                   | - ZPAV: złota płyta        | Złote przeboje     |
| 2023 | „Go Stupid” (gośc. Premixm)              |                            |                    |
| 2023 | „Dawaj ten sos”                          |                            |                    |
| 2023 | „Podbijam świat”                         |                            |                    |
| 2023 | „Gdzie jest stary Miszel?”               |                            |                    |
| 2023 | „Światło”                                |                            |                    |
| 2024 | „Euro”                                   | - ZPAV: złota płyta        | singel niealbumowy |

### Inne certyfikowane utwory
| Rok  | Tytuł                         | Certyfikat          | Album          |
| ---- | ----------------------------- | ------------------- | -------------- |
| 2022 | „Nieporozumienie” (oraz Kabe) | - ZPAV: złota płyta | Złote przeboje |